# Charmoille (Doubs)
Charmoille ist eine französische Gemeinde mit 319 Einwohnern (Stand: 1. Januar 2022) im Département Doubs in der Region Bourgogne-Franche-Comté.

## Geographie
Charmoille liegt auf 680 m, zehn Kilometer westlich von Maîche und etwa 31 Kilometer südsüdwestlich der Stadt Montbéliard (Luftlinie). Das Dorf erstreckt sich im Jura, auf einem ausgedehnten Hochplateau auf der Nordwestseite des Tals des Dessoubre. Das Gemeindegebiet gehört zum Regionalen Naturpark Doubs-Horloger.
Die Fläche des 10,14 km² großen Gemeindegebiets umfasst einen Abschnitt des französischen Juras. Der Hauptteil des Gebietes wird von der Hochfläche von Charmoille eingenommen, die durchschnittlich auf 700 m liegt. Sie steigt gegen Süden leicht an und ist überwiegend von Wies- und Weideland bestanden, zeigt aber auch eine größere Waldfläche. Das Plateau besitzt keine oberirdischen Fließgewässer, weil das Niederschlagswasser im verkarsteten Untergrund versickert. Nach Osten und Süden fällt die Hochfläche mit einem Steilhang zum ungefähr 250 m tiefer gelegenen Dessoubre-Tal ab. Die Hänge werden an verschiedenen Orten von Kalkfelswänden überragt. Die Gemeindegrenze verläuft teils an der Oberkante des Hanges, teils entlang dem Hang und reicht ganz im Süden fast bis ins Tal des Dessoubre hinunter. Nach Westen erstreckt sich das Gemeindeareal bis auf den breiten Höhenrücken von Chamesey, auf dem mit 863 m die höchste Erhebung von Charmoille erreicht wird.
Nachbargemeinden von Charmoille sind Belleherbe im Norden, Vaucluse im Osten, Rosureux im Süden sowie Bretonvillers, Longevelle-lès-Russey und Chamesey im Westen.

## Bevölkerung
| Jahr                       | 1962 | 1968 | 1975 | 1982 | 1990 | 1999 | 2006 | 2013 | 2021 |
| Einwohner                  | 381  | 356  | 326  | 316  | 298  | 297  | 302  | 326  | 322  |
| Quellen: Cassini und INSEE |      |      |      |      |      |      |      |      |      |

Mit 319 Einwohnern (Stand 1. Januar 2022) gehört Charmoille zu den kleinen Gemeinden des Départements Doubs. Nachdem die Einwohnerzahl in der ersten Hälfte des 20. Jahrhunderts stets im Bereich zwischen 340 und 420 Personen gelegen hatte, wurde vom Beginn der 1960er Jahre bis zum Ende des Jahrhunderts ein kontinuierlicher Bevölkerungsrückgang verzeichnet.

## Sehenswürdigkeiten
Die Kirche Saint-Ursin wurde im 18. Jahrhundert erbaut. Im Ortskern sind verschiedene Bauernhäuser im traditionellen Stil der Franche-Comté aus dem 17. bis 19. Jahrhundert erhalten. Aus dem 19. Jahrhundert stammt die Kapelle Saint-Claude auf der Höhe westlich des Dorfes. Ungewöhnlich für eine so kleine Gemeinde wie Froidevaux ist das Kino in der Rue du Conot.

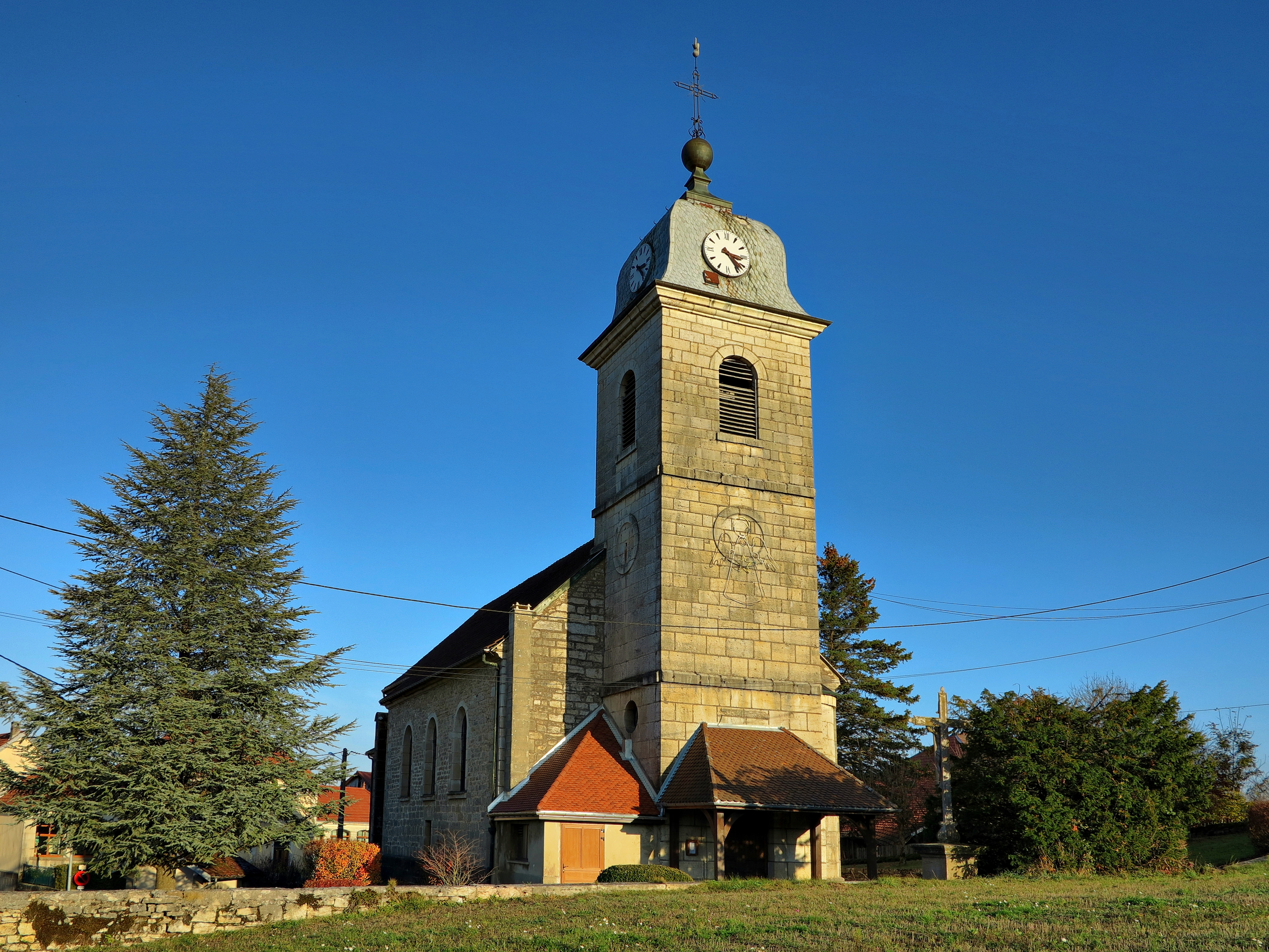
Kirche Saint-Ursin
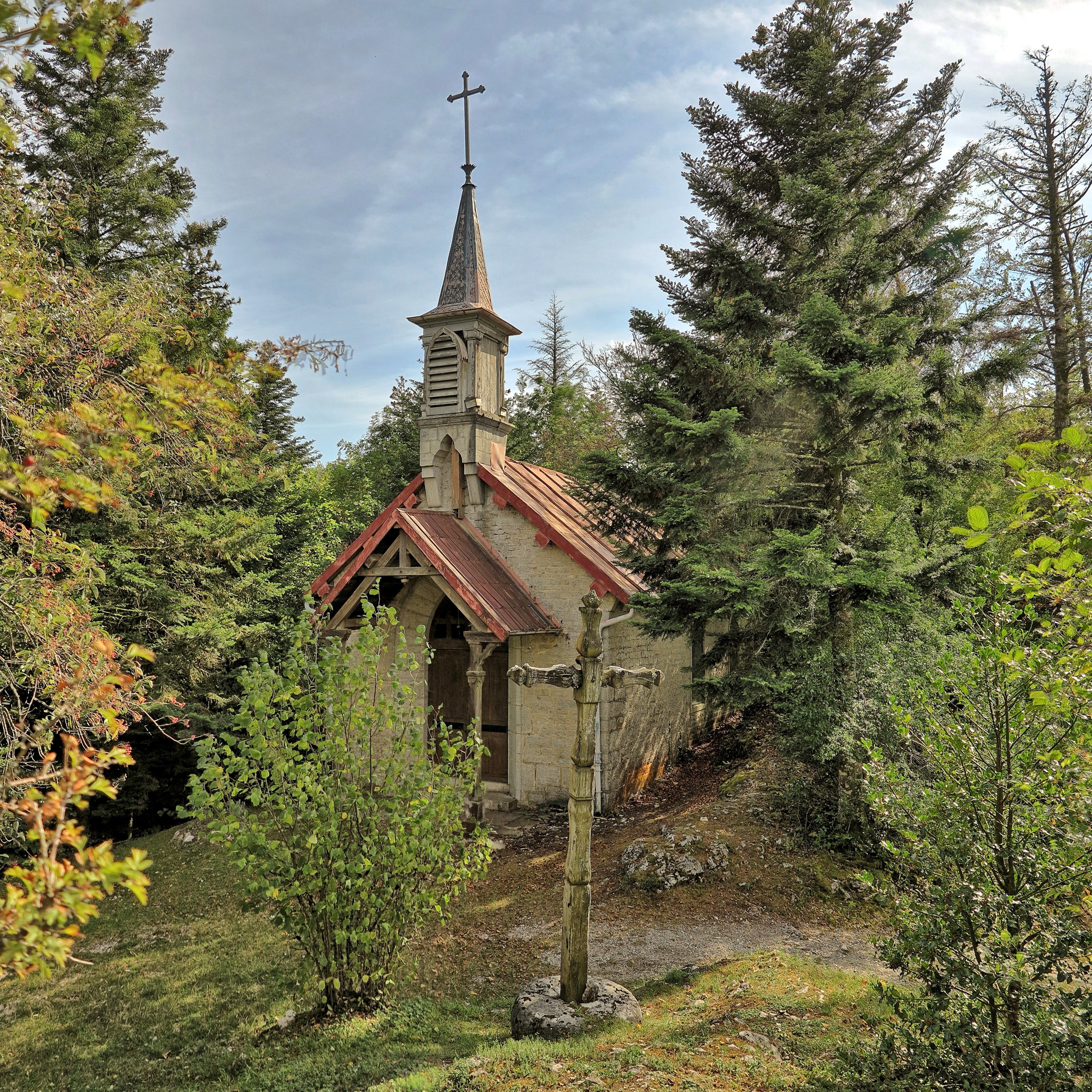
Kapelle Saint-Claude
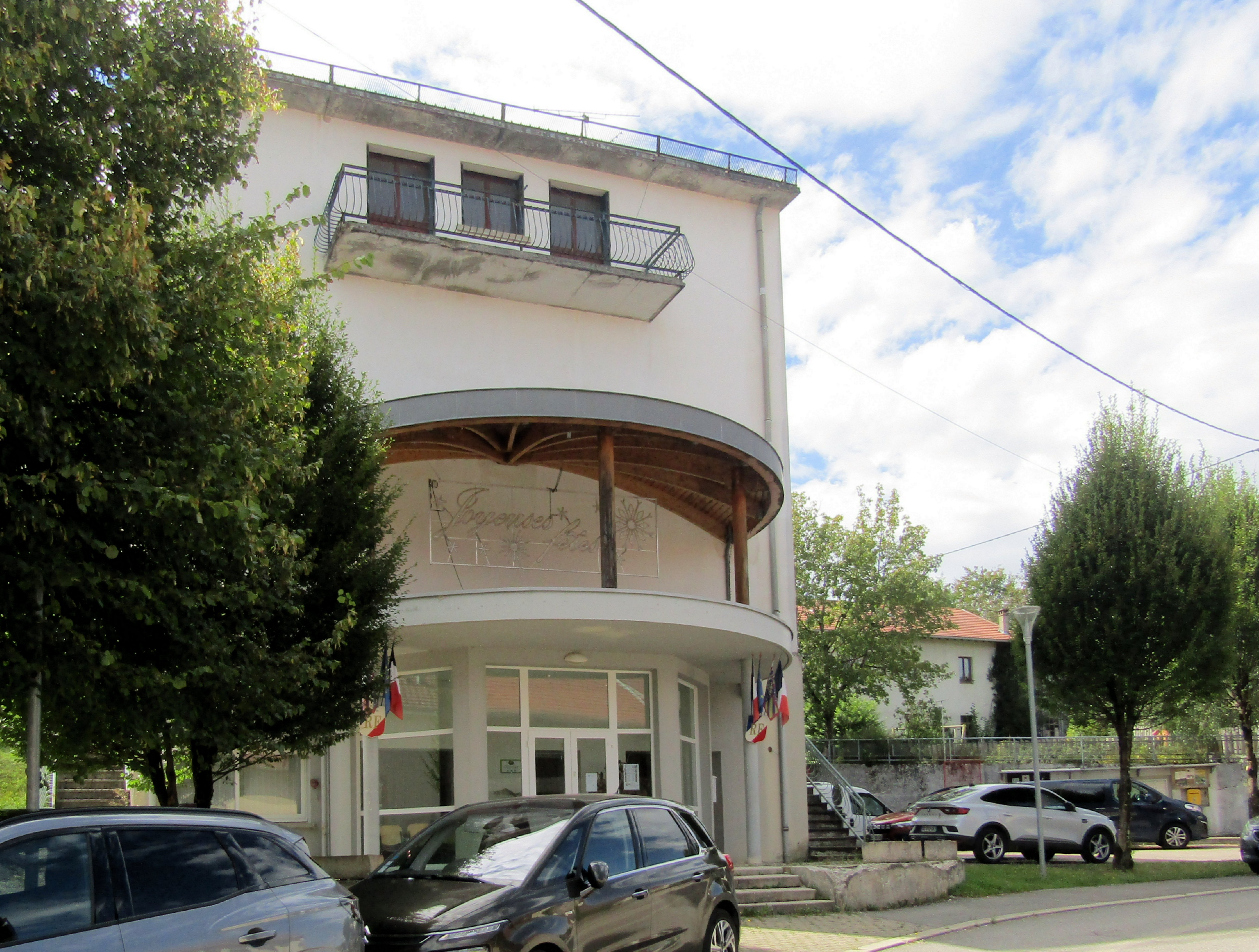
Rathaus (mairie)
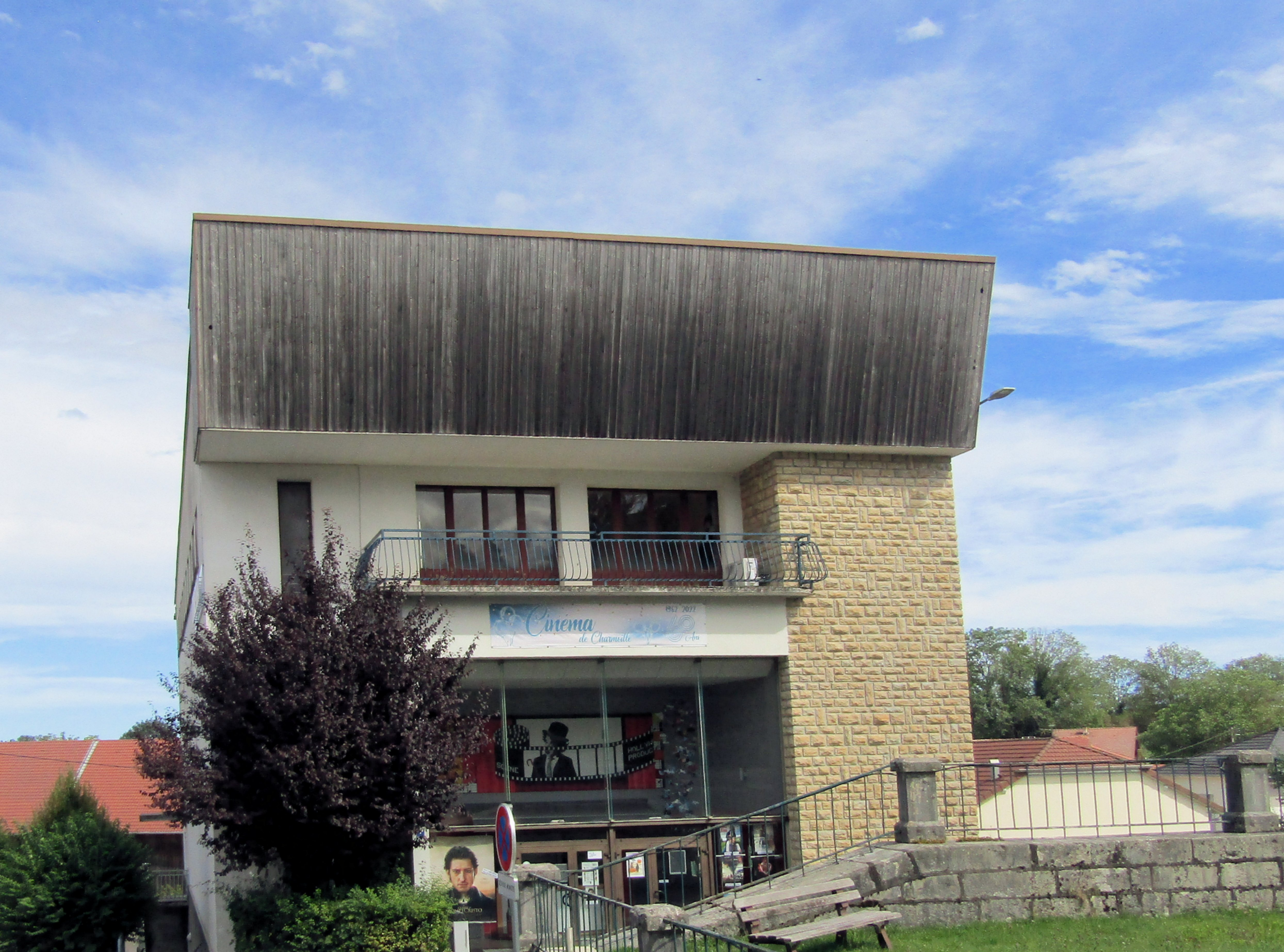
Kino

## Wirtschaft und Infrastruktur
Charmoille war bis weit ins 20. Jahrhundert hinein ein vorwiegend durch die Landwirtschaft (Viehzucht und Milchwirtschaft, etwas Acker- und Obstbau) geprägtes Dorf. Daneben gibt es heute einige Betriebe des lokalen Kleingewerbes, vor allem in den Branchen Uhrenindustrie, Baugewerbe und Holzverarbeitung. Mittlerweile hat sich das Dorf auch zu einer Wohngemeinde gewandelt. Viele Erwerbstätige sind deshalb Wegpendler, die in den größeren Ortschaften der Umgebung ihrer Arbeit nachgehen.
Die Ortschaft liegt abseits der größeren Durchgangsstraßen an einer Departementsstraße, die von Belleherbe nach Bretonvillers führt. Eine weitere Straßenverbindung besteht mit Vaucluse.

## Persönlichkeiten
- Georges Gobat (1600–1679), Jesuit und Moraltheologe